# 小笠原満男
小笠原 満男（おがさわら みつお、1979年4月5日 - ）は、岩手県盛岡市出身の元プロサッカー選手。現役時代のポジションはミッドフィールダー（MF）。元日本代表。2009年シーズンJリーグ最優秀選手賞受賞。

## 来歴

### プロ入り以前
岩手県盛岡市に生まれ、地元の太田東サッカー少年団に入団しサッカーを始める。6年生の時に第15回全日本少年サッカー大会にチームのキャプテンとして出場している。
1995年、斎藤重信監督率いる岩手県立大船渡高等学校に進学し、斎藤の家で下宿生活を送る。“東北のファンタジスタ”と言われ天才派選手 として注目され、U-16日本代表に初招集されてからは年代別日本代表に選出される。
1997年、第76回全国高等学校サッカー選手権大会に出場し、ベスト16進出の原動力となり大会優秀選手に選出された。高校選抜でチームを組んだ日本代表に選出され、第58回ベリンツォーナ国際ユース大会等に出場した。

### 鹿島アントラーズ
1998年、高校卒業後に鹿島アントラーズに加入。同期は本山雅志、中田浩二、曽ヶ端準、山口武士、中村祥朗。4月15日の対ガンバ大阪戦でJリーグデビュー。
1999年、5月5日のジュビロ磐田戦でヘディングシュートでJリーグ初得点を記録。
2000年、レギュラーに定着して活曜。ナビスコカップ優勝、Jリーグ優勝、天皇杯優勝と、鹿島のJリーグ史上初の3冠獲得達成に貢献した。J1第1ステージ最終節でハーフライン付近から放ったシュートは、クロスバーに当たってゴールとはならなかった。チャンピオンシップ第2戦の試合中にビスマルクとフリーキックのキッカーを巡って揉め、名良橋晃の説得によりビスマルクがキッカーを譲る一幕があり、小笠原の蹴ったフリーキックは惜しくも外れてしまった。Jリーグチャンピオンシップ、天皇杯の両大会においてMVPに選出された。2001年1月1日に行われた天皇杯決勝の清水エスパルス戦では、先制点と、Vゴールとなるビスマルクからのパスをボレーで合わせるミドルシュートを延長前半に決めて3対2で勝利し、チームを優勝に導いた。先制点となったフリーキックは、主審に守備側の壁を適正な位置へ移動させるためのプレーの停止を要請せず、清水の選手たちが態勢を整える前にボールを蹴りこむという頭脳プレーだった。このVゴールはAFC月間最優秀ゴール賞に選ばれた。
2001年、背番号を17から8に変更。5月の柏レイソル戦で左肘を骨折するものの8月に復帰し、チャンピオンシップ第2戦のジュビロ磐田戦においては、延長戦10分にVゴールとなる直接FKを決めてリーグ連覇に貢献し、2年連続でチャンピオンシップMVPを獲得。この年、Jリーグベストイレブンに初選出され、以後2005年まで連続で選出された。
2002年、ナビスコカップ優勝に貢献して大会MVPを獲得。2003年のシーズン終盤、当時ゲームキャプテンを務めていた秋田豊から、「全部背負ってみろ」とキャプテンマークを託された。これ以降、柳沢敦が主将に就任するまで、小笠原がゲームキャプテンを務めることになった。
2005年シーズン途中にイタリア・セリエAのレッチェからのオファーを受け移籍を志願したが、優勝争いをしている最中ということもあり、クラブがオファーを断り破談に終わった。交渉が決裂した直後の19節広島戦はメンバー外となった。第24節神戸戦では初めてボランチとしてスタメン出場した。このシーズンはMFながら11得点と自己最多得点記録を大幅に更新した。
2006年7月15日にカシマサッカースタジアムで開催されたJリーグオールスターサッカーに、史上最多得票で選出された。

### FCメッシーナ
2006年8月、セリエAのFCメッシーナへ2007年6月まで10ヶ月間のレンタル移籍することが発表され、以前から望んでいた海外への初挑戦となった。9月20日の対レッジーナ戦において後半8分から途中交代で出場しセリエAデビューを果たした。10月21日のエンポリ戦でセリエA初ゴールを記録した。その後は出場のチャンスに恵まれることがなく、ほとんどの試合でベンチ外を強いられた。
小笠原自身は後に、セリエAでの一年間を通してボランチとしての守備力を磨き、人間としても成長することができたと述懐している。

### 鹿島アントラーズ復帰
2007年7月3日にレンタル移籍終了で鹿島への復帰が発表された。背番号は40を選択、これは過去に背負った8番を野沢拓也が付けていたため、当時のJリーグ規定における最大数の背番号を選んだもの。7月15日のサンフレッチェ広島戦（ナビスコカップ）で323日ぶりの復帰戦を勝利で飾った。鹿島復帰後は主にボランチとして攻守ともにチームの要となり、チームの6シーズンぶりのリーグ優勝に貢献。12月1日の対清水戦のPKによる得点でJリーグ通算50得点を達成した。
2008年、元日に行われた天皇杯決勝に出場し優勝に貢献。この年主将に就任し、AFCチャンピオンズリーグ2008では、規定により30を超える背番号が認められないため、かつて本田泰人が背負っていた背番号「6」を着けて出場した。4月2日に対アルビレックス新潟戦で、日本及びイタリアリーグ通算10シーズン連続得点を達成した。
9月20日、対柏レイソル戦で左膝半月板損傷及び前十字靱帯を損傷し、全治10ヶ月という怪我を負った。一時は引退を考える程の怪我であったが、手術後はチームを盛り上げるために、異例の早い時期でのピッチ内リハビリを開始したり、シーズン終盤の優勝争いでは、ホペイロにベンチ外メンバーのユニフォームを試合会場に持ってきてもらうように頼み、試合開始前の円陣に全員がユニフォームを着て参加 するよう呼びかけるなど、ピッチ外から鹿島のリーグ連覇を支えた。全国高校サッカー選手権大会のイメージキャラクターに選ばれ、CM出演や雑誌へのコメントなどのPRに努めた。
2009年シーズン開幕に向けて、フィジカルコーチにリハビリに協力してほしいと頼み込み、コーチの年末年始のオフを短縮してもらってリハビリに取り組んだ結果、キャンプ初日から主力組で練習を開始することができた。優勝を飾ったゼロックススーパーカップには出られなかったが、3月7日のJリーグ開幕戦の対浦和レッズ戦において、2-0でリードしている後半41分から途中出場、168日ぶりの復帰を果たした。この試合を含め公式戦3試合連続途中出場後の3月18日、ACL第2戦の対上海申花戦において公式戦での179日ぶり先発出場と182日ぶりのフル出場を果たし、勝利に貢献した。4月22日ACL・シンガポール・アームド・フォーシズ戦で268日ぶりの公式戦ゴールを決め、5月2日対ジェフ千葉戦でリーグ戦279日ぶりの得点をPKで決めた。8月8日のJOMO CUPにJリーグ選抜メンバーに選出され、試合前に選手間投票によりキャプテンとして出場した。チームはJリーグ史上初の3連覇を果たし、自身は2005年以来のフル稼働となった。12月、JリーグアウォーズにてJリーグ最優秀選手賞を受賞した。
2010年元日に行われた天皇杯決勝に出場し優勝に貢献。2月8日、全国のサッカー担当記者の投票により決められる2009年度の日本年間最優秀選手賞（フットボーラー・オブ・ザ・イヤー）を初受賞した。
2011年3月18日から5日間東日本大震災の被害を受けた地元岩手で支援活動を行う。3月29日サッカー復興支援チャリティーマッチ、日本代表対Jリーグ選抜にJリーグ選抜として出場。以降、積極的に被災地を訪れ支援活動を行っている。5月31日東北地方におけるサッカー復興のために、東北人魂を持つJ選手の会を立ち上げた。
2012年7月14日対セレッソ大阪戦において2006年4月2日の大宮戦以来、約6年3カ月ぶりの通算13得点目の直接FK弾を決め、歴代4位に浮上した。
2014年8月23日の清水戦で、J1新記録となるリーグ戦16シーズン連続得点を達成。
2015年10月31日のナビスコカップ決勝でMVPを受賞。
2016年シーズンはプロ入り後初の無得点に終わった。
2017年4月16日、第7節のベガルタ仙台戦でJ1通算500試合を達成した。
2018年、1998年のJリーグ優勝から国内とアジアで出来る優勝を鹿島で経験していたが、唯一取れていなかったAFCチャンピオンズリーグを優勝。セレモニーでは、ゲームキャプテンであった昌子源がトロフィーを受け取るも、小笠原に最初にトロフィーを掲げる役を譲った。12月27日、2018年シーズン限りでの現役引退を表明した。
2019年10月24日に開催されたJリーグ理事会において同年開催のJリーグアウォーズでJリーグ功労選手賞の授与が決定した。

### 日本代表
1998年、U-19日本代表としてAFCユース選手権1998に出場し準優勝に貢献。
1999年、U-20日本代表として1999 FIFAワールドユース選手権に全試合出場し、1次リーグのアメリカ戦で1得点を決めるなど準優勝に貢献した。U-22日本代表にも選出されるが、監督のフィリップ・トルシエからプレー中におけるコミュニケーションの乏しさを指摘され、9月にスタメン出場した韓国との親善試合を最後に招集外となった。
2002年、3月21日の対ウクライナ戦でフル代表デビュー。22歳で2002 FIFAワールドカップ日本代表にも選出され、グループリーグ第3戦の対チュニジア戦で、6分間という短時間ではあったがワールドカップ初出場を果たした。
2004年2月7日、キリンチャレンジカップの対マレーシア戦で代表初得点を記録。その直後の2月9日、茨城県鹿嶋市で行われていた代表合宿中に、他7人の選手と共に無断外出してキャバクラで飲食し、問題を起こしていたことが発覚。代表監督であったジーコは「裏切り行為と感じた」として小笠原ら8人を代表から外した。
2005年、ワールドカップ・アジア最終予選の北朝鮮戦とバーレーン戦で得点をあげるなど、日本のアジア予選突破に貢献した。
2006年6月、自身2度目のワールドカップとなる2006 FIFAワールドカップ日本代表に選出された。グループリーグ第2戦の対クロアチア戦にフル出場し、さらに第3戦の対ブラジル戦にも先発出場したが、2敗1分で決勝トーナメント進出はならなかった。
その後、イビチャ・オシム体制においては全く召集されなくなり、岡田武史体制に代わった2010年2月2日、キリンチャレンジカップ・対ベネズエラ戦にて1321日ぶりの日本代表復帰を果たした。リーグでは好調を維持していたが、2010 FIFAワールドカップでは予備登録メンバーに選出されるに留まった。

## プレースタイル
Jリーグ屈指のゲームメーカー。90分のゲームの中の変化、行く、抑える、堪えるという判断力に優れている。
パス、シュートにおける多彩なキックを使い分けて攻撃を司る。プレースキックの精度も高く、直接FKによるJリーグでの通算得点13点は歴代4位タイであり、2005年には年間直接FKゴール数歴代3位の4本の直接フリーキックを挙げている。高さはないが、体幹の強さを生かして周囲の激しいプレスを跳ね除けるボールキープ力、そしてボール奪取能力に優れている。勝利への意志が非常に強い。
ボール奪取率の高さから「人間掃除機」と評されている。

### 評価
内田篤人からは「メンバーに“神様”みたいな人もいますからね」、「ボスというかドン」 と評された。
名波浩からは「中田英寿や今野泰幸らと並んで守備センスがすばらしい」とコラムで絶賛された。また「時間の使い方をよく知っている選手」 とも評された。
2008年、鈴木満は、「試合を90分という中で把握でき、さらにコントロールできる唯一無二の選手」、「ラインに逃げずにボールをとれるのは今野と小笠原くらい」 と評した。
2008年のFUJI XEROX SUPER CUPで主審を務めた家本政明は、小笠原は判定に激しく反発する鹿島の選手らを制止し、家本から判定についての説明を受けた後は、チームメートやスタッフを落ち着かせていたとして「心から敬意を表する」と著書で述べている。

## 人物
- 小学生時代に木村和司の映像を繰り返し見て練習を積み、実際にビデオテープがすり切れたという逸話がある[20]。
- 勝利した試合後のインタビューでは、あまり口数は多くないがチームの全員で掴んだ勝利であることを強調し、仲間の力を讃えるコメントをする[21]。
- スパイクの色は一貫して黒をベースとしたものである。「白など他の色のスパイクは蹴る瞬間気が散るから」と理由を語っている。
- 2001年から2005年までJリーグベストイレブンを連続受賞し井原正巳と記録が並び、2006年での記録更新が期待されたが、セリエA移籍のため途絶えた。2007年までは最多タイ記録だった（2008年に同学年の遠藤保仁に抜かれた）。
- 2003年頃から臀部痛を慢性的に抱えている。
- 2008年9月20日、対柏レイソル戦で左膝半月板損傷及び前十字靱帯損傷、全治10ヶ月という怪我を負った。（前述）その際、短時間で二度のタックルを受けたが、一度目できっと靱帯損傷していたのではないかと語っている。従って、10分以上、靭帯を損傷した状態でプレーしていたことになる。クラブ幹部に「もう引退だ」とこぼす程の重傷であった[22]。
- 前述のケガの後、2009年3月の開幕戦で復帰したが、全治10ヶ月という診断結果にもかかわらず怪我から5ヶ月あまりしか経っていなかった[23]。
- 2009年地元岩手県のジュニアクラブチームレノヴェンスオガサFCの総合アドバイザーに就任[24]。オフシーズンなどには地元に戻り直接選手達を指導している[25]。
- 2011年2月イタリアのスポーツブランドKappaと2年間の契約を締結[26]。
- 東日本大震災後、東北出身のサッカー選手とともに「東北人魂を持つJ選手の会」を発足、他の選手らとともに率先して被災地の救援・慰問活動にあたり、また自身がそれまで苦手にしていたメディアへの露出に努め、支援への呼びかけを積極的に行った。
- 長男の小笠原央[27] も、2024年にフォワードとしてサッカーU-15日本代表に選出されている[28]。

## 所属クラブ
ユース経歴
- 盛岡太田東サッカー少年団
- 1992年 - 1994年 盛岡市立大宮中学校
- 1995年 - 1997年 岩手県立大船渡高等学校

プロ経歴
- 1998年 - 2018年  鹿島アントラーズ
  - 2006年 - 2007年7月  FCメッシーナ (期限付き移籍)

## 個人成績
| 国内大会個人成績 | 国内大会個人成績 | 国内大会個人成績 | 国内大会個人成績 | 国内大会個人成績 | 国内大会個人成績 | 国内大会個人成績 | 国内大会個人成績 | 国内大会個人成績 | 国内大会個人成績 | 国内大会個人成績 | 国内大会個人成績 |
| 年度             | クラブ           | 背番号           | リーグ           | リーグ戦         | リーグ戦         | リーグ杯         | リーグ杯         | オープン杯       | オープン杯       | 期間通算         | 期間通算         |
| 年度             | クラブ           | 背番号           | リーグ           | 出場             | 得点             | 出場             | 得点             | 出場             | 得点             | 出場             | 得点             |
| 日本             | 日本             | 日本             | 日本             | リーグ戦         | リーグ戦         | リーグ杯         | リーグ杯         | 天皇杯           | 天皇杯           | 期間通算         | 期間通算         |
| ---------------- | ---------------- | ---------------- | ---------------- | ---------------- | ---------------- | ---------------- | ---------------- | ---------------- | ---------------- | ---------------- | ---------------- |
| 1998             | 鹿島             | 27               | J                | 5                | 0                | 0                | 0                | 2                | 1                | 7                | 1                |
| 1999             | 鹿島             | 27               | J1               | 15               | 4                | 5                | 0                | 1                | 0                | 21               | 4                |
| 2000             | 鹿島             | 17               | J1               | 28               | 3                | 5                | 2                | 5                | 4                | 38               | 9                |
| 2001             | 鹿島             | 8                | J1               | 24               | 7                | 3                | 0                | 3                | 2                | 30               | 9                |
| 2002             | 鹿島             | 8                | J1               | 27               | 4                | 3                | 1                | 5                | 0                | 35               | 5                |
| 2003             | 鹿島             | 8                | J1               | 27               | 7                | 3                | 1                | 4                | 3                | 34               | 11               |
| 2004             | 鹿島             | 8                | J1               | 28               | 7                | 2                | 0                | 3                | 0                | 33               | 7                |
| 2005             | 鹿島             | 8                | J1               | 30               | 11               | 0                | 0                | 2                | 0                | 32               | 11               |
| 2006             | 鹿島             | 8                | J1               | 20               | 3                | 2                | 1                | -                | -                | 22               | 4                |
| イタリア         | イタリア         | イタリア         | イタリア         | リーグ戦         | リーグ戦         | イタリア杯       | イタリア杯       | オープン杯       | オープン杯       | 期間通算         | 期間通算         |
| 2006-07          | メッシーナ       | 16               | セリエA          | 6                | 1                | 2                | 0                | -                | -                | 8                | 1                |
| 日本             | 日本             | 日本             | 日本             | リーグ戦         | リーグ戦         | リーグ杯         | リーグ杯         | 天皇杯           | 天皇杯           | 期間通算         | 期間通算         |
| 2007             | 鹿島             | 40               | J1               | 14               | 4                | 3                | 1                | 5                | 1                | 22               | 6                |
| 2008             | 鹿島             | 40               | J1               | 24               | 5                | 2                | 0                | 0                | 0                | 26               | 5                |
| 2009             | 鹿島             | 40               | J1               | 32               | 3                | 2                | 1                | 4                | 0                | 38               | 4                |
| 2010             | 鹿島             | 40               | J1               | 33               | 3                | 2                | 1                | 5                | 0                | 40               | 4                |
| 2011             | 鹿島             | 40               | J1               | 31               | 1                | 3                | 0                | 1                | 0                | 35               | 1                |
| 2012             | 鹿島             | 40               | J1               | 31               | 2                | 7                | 0                | 4                | 0                | 42               | 2                |
| 2013             | 鹿島             | 40               | J1               | 33               | 2                | 5                | 0                | 3                | 0                | 41               | 2                |
| 2014             | 鹿島             | 40               | J1               | 33               | 2                | 4                | 0                | 1                | 0                | 38               | 2                |
| 2015             | 鹿島             | 40               | J1               | 29               | 1                | 5                | 0                | 0                | 0                | 34               | 1                |
| 2016             | 鹿島             | 40               | J1               | 30               | 0                | 4                | 0                | 6                | 0                | 40               | 0                |
| 2017             | 鹿島             | 40               | J1               | 17               | 0                | 2                | 0                | 3                | 0                | 22               | 0                |
| 2018             | 鹿島             | 40               | J1               | 14               | 0                | 2                | 0                | 1                | 0                | 17               | 0                |
| 通算             | 日本             | 日本             | J1               | 525              | 69               | 64               | 8                | 58               | 11               | 647              | 88               |
| 通算             | イタリア         | イタリア         | セリエA          | 6                | 1                | 2                | 0                | -                | -                | 8                | 1                |
| 総通算           | 総通算           | 総通算           | 総通算           | 531              | 70               | 66               | 8                | 58               | 11               | 655              | 89               |

その他の公式戦
- 2000年
  - Jリーグチャンピオンシップ 2試合0得点
- 2001年
  - スーパーカップ 1試合0得点
  - Jリーグチャンピオンシップ 2試合1得点
- 2002年
  - スーパーカップ 1試合0得点
- 2008年
  - スーパーカップ 1試合0得点
- 2010年
  - スーパーカップ 1試合0得点
- 2011年
  - スーパーカップ 1試合0得点
- 2016年
  - Jリーグチャンピオンシップ 3試合0得点
- 2017年
  - スーパーカップ 1試合0得点

| 国際大会個人成績 | 国際大会個人成績 | 国際大会個人成績 | 国際大会個人成績 | 国際大会個人成績 | FIFA      | FIFA      |
| 年度             | クラブ           | 背番号           | 出場             | 得点             | 出場      | 得点      |
| AFC              | AFC              | AFC              | ACL              | ACL              | クラブW杯 | クラブW杯 |
| ---------------- | ---------------- | ---------------- | ---------------- | ---------------- | --------- | --------- |
| 2002-03          | 鹿島             | 8                | 3                | 0                | -         | -         |
| 2008             | 鹿島             | 6                | 7                | 1                | -         | -         |
| 2009             | 鹿島             | 40               | 7                | 1                | -         | -         |
| 2010             | 鹿島             | 40               | 6                | 1                | -         | -         |
| 2011             | 鹿島             | 40               | 6                | 0                | -         | -         |
| 2015             | 鹿島             | 40               | 5                | 0                | -         | -         |
| 2016             | 鹿島             | 40               | -                | -                | 3         | 0         |
| 2017             | 鹿島             | 40               | 4                | 0                | -         | -         |
| 2018             | 鹿島             | 40               | 6                | 0                | 1         | 0         |
| 通算             | AFC              | AFC              | 44               | 3                | 4         | 0         |

その他の国際公式戦
- 1998年 - 1999年
  - アジアカップウィナーズカップ 2試合1得点
- 2000年 - 2002年
  - アジアクラブ選手権 9試合2得点
- 2003年
  - A3チャンピオンズカップ 3試合1得点
- 2012年
  - スルガ銀行チャンピオンシップ 1試合0得点
- 2013年
  - スルガ銀行チャンピオンシップ 1試合0得点
- 2016年
  - スルガ銀行チャンピオンシップ 1試合0得点

出場歴
- Jリーグ初出場 - 1998年4月15日 J 1st第6節 対ガンバ大阪戦 (カシマ)
- Jリーグ初得点 - 1999年5月5日 J1 1st第11節 対ジュビロ磐田戦 (国立)

## 代表・選抜歴
- フル代表初出場 - 2002年3月21日 キリンチャレンジカップ2002 対ウクライナ代表戦 (長居)
- フル代表初得点 - 2004年2月7日 キリンチャレンジカップ2004 対マレーシア代表戦 (カシマ)

### 出場大会
- U-17 日本代表
  - 1995年 1995 FIFA U-17世界選手権
- U-20 日本代表
  - 1998年 AFCユース選手権1998 (全3試合出場2得点、準優勝)
  - 1999年 1999 FIFAワールドユース選手権 (全7試合出場1得点、準優勝)
- 日本高校選抜
  - 1997年 第58回 ベリンツォーナ国際ユース大会 (第3位)
  - 1998年 ニューイヤーユースサッカー
- U-22 日本代表
  - 1999年 シドニーオリンピック アジア予選
- 日本代表
  - 2002年 2002 FIFAワールドカップ
  - 2003年 FIFAコンフェデレーションズカップ2003
  - 2003年 東アジアサッカー選手権2003
  - 2004年 AFCアジアカップ2004 (優勝)
  - 2005年 FIFAコンフェデレーションズカップ2005
  - 2006年 2006 FIFAワールドカップ
  - 2010年 東アジアサッカー選手権2010

### 試合数
- 国際Aマッチ 55試合 7得点 (2002年 - 2010年)

| 日本代表 | 国際Aマッチ | 国際Aマッチ |
| 年       | 出場        | 得点        |
| -------- | ----------- | ----------- |
| 2002     | 8           | 0           |
| 2003     | 8           | 0           |
| 2004     | 12          | 2           |
| 2005     | 15          | 4           |
| 2006     | 10          | 1           |
| 2007     | 0           | 0           |
| 2008     | 0           | 0           |
| 2009     | 0           | 0           |
| 2010     | 2           | 0           |
| 通算     | 55          | 7           |

### 出場
| No. | 開催日         | 開催都市         | スタジアム                         | 対戦相手                 | 結果       | 監督                 | 大会                       |
| --- | -------------- | ---------------- | ---------------------------------- | ------------------------ | ---------- | -------------------- | -------------------------- |
| 1.  | 2002年03月21日 | 大阪府           | 長居陸上競技場                     | ウクライナ               | ○1-0       | フィリップ・トルシエ | キリンチャレンジカップ     |
| 2.  | 2002年04月17日 | 神奈川県         | 横浜国際総合競技場                 | コスタリカ               | △1-1       | フィリップ・トルシエ | キリンチャレンジカップ     |
| 3.  | 2002年04月29日 | 東京都           | 国立霞ヶ丘競技場陸上競技場         | スロバキア               | ○1-0       | フィリップ・トルシエ | キリンカップ               |
| 4.  | 2002年05月02日 | 兵庫県           | 御崎公園球技場                     | ホンジュラス             | △3-3       | フィリップ・トルシエ | キリンカップ               |
| 5.  | 2002年05月14日 | オスロ           |                                    | ノルウェー               | ●0-3       | フィリップ・トルシエ | 国際親善試合               |
| 6.  | 2002年05月25日 | 東京都           | 国立霞ヶ丘競技場陸上競技場         | スウェーデン             | △1-1       | フィリップ・トルシエ | キリンチャレンジカップ     |
| 7.  | 2002年06月14日 | 大阪府           | 長居陸上競技場                     | チュニジア               | ○2-0       | フィリップ・トルシエ | ワールドカップ             |
| 8.  | 2002年11月20日 | 埼玉県           | 埼玉スタジアム2002                 | アルゼンチン             | ●0-2       | 山本昌邦（代行）     | キリンチャレンジカップ     |
| 9.  | 2003年04月16日 | ソウル           |                                    | 韓国                     | ○1-0       | ジーコ               | 国際親善試合               |
| 10. | 2003年05月31日 | 東京都           | 国立霞ヶ丘競技場陸上競技場         | 韓国                     | ●0-1       | ジーコ               | 国際親善試合               |
| 11. | 2003年06月08日 | 大阪府           | 長居陸上競技場                     | アルゼンチン             | ●1-4       | ジーコ               | キリンカップ               |
| 12. | 2003年06月20日 | サンテティエンヌ |                                    | フランス                 | ●1-2       | ジーコ               | コンフェデレーションカップ |
| 13. | 2003年06月22日 | サンテティエンヌ |                                    | コロンビア               | ●0-1       | ジーコ               | コンフェデレーションカップ |
| 14. | 2003年12月04日 | 東京都           | 国立霞ヶ丘競技場陸上競技場         | 中華人民共和国           | ○2-0       | ジーコ               | 東アジア選手権             |
| 15. | 2003年12月07日 | 埼玉県           | 埼玉スタジアム2002                 | 香港                     | ○1-0       | ジーコ               | 東アジア選手権             |
| 16. | 2003年12月10日 | 神奈川県         | 横浜国際総合競技場                 | 韓国                     | △0-0       | ジーコ               | 東アジア選手権             |
| 17. | 2004年02月07日 | 茨城県           | 茨城県立カシマサッカースタジアム   | マレーシア               | ○4-0       | ジーコ               | キリンチャレンジカップ     |
| 18. | 2004年02月12日 | 東京都           | 国立霞ヶ丘競技場陸上競技場         | イラク                   | ○2-0       | ジーコ               | 国際親善試合               |
| 19. | 2004年02月18日 | 埼玉県           | 埼玉スタジアム2002                 | オマーン                 | ○1-0       | ジーコ               | ワールドカップ予選         |
| 20. | 2004年05月30日 | マンチェスター   |                                    | アイスランド             | ○3-2       | ジーコ               | 国際親善試合               |
| 21. | 2004年06月09日 | 埼玉県           | 埼玉スタジアム2002                 | インド                   | ○7-0       | ジーコ               | ワールドカップ予選         |
| 22. | 2004年07月09日 | 広島県           | 広島広域公園陸上競技場             | スロバキア               | ○3-1       | ジーコ               | キリンカップ               |
| 23. | 2004年07月24日 | 重慶             |                                    | タイ                     | ○4-1       | ジーコ               | アジアカップ               |
| 24. | 2004年08月03日 | 済南             |                                    | バーレーン               | ○4-3(延長) | ジーコ               | アジアカップ               |
| 25. | 2004年08月18日 | 静岡県           | 静岡県小笠山総合運動公園スタジアム | アルゼンチン             | ●1-2       | ジーコ               | キリンチャレンジカップ     |
| 26. | 2004年09月08日 | コルカタ         |                                    | インド                   | ○4-0       | ジーコ               | ワールドカップ予選         |
| 27. | 2004年11月17日 | 埼玉県           | 埼玉スタジアム2002                 | シンガポール             | ○1-0       | ジーコ               | ワールドカップ予選         |
| 28. | 2004年12月16日 | 神奈川県         | 横浜国際総合競技場                 | ドイツ                   | ●0-3       | ジーコ               | キリンチャレンジカップ     |
| 29. | 2005年01月29日 | 神奈川県         | 横浜国際総合競技場                 | カザフスタン             | ○4-0       | ジーコ               | キリンチャレンジカップ     |
| 30. | 2005年02月02日 | 埼玉県           | 埼玉スタジアム2002                 | シリア                   | ○3-0       | ジーコ               | キリンチャレンジカップ     |
| 31. | 2005年02月09日 | 埼玉県           | 埼玉スタジアム2002                 | 北朝鮮                   | ○2-1       | ジーコ               | ワールドカップ予選         |
| 32. | 2005年03月25日 | テヘラン         |                                    | イラン                   | ●1-2       | ジーコ               | ワールドカップ予選         |
| 33. | 2005年05月22日 | 新潟県           | 新潟スタジアム                     | ペルー                   | ●0-1       | ジーコ               | キリンカップ               |
| 34. | 2005年05月27日 | 東京都           | 国立霞ヶ丘競技場陸上競技場         | アラブ首長国連邦         | ●0-1       | ジーコ               | キリンカップ               |
| 35. | 2005年06月03日 | マナマ           |                                    | バーレーン               | ○1-0       | ジーコ               | ワールドカップ予選         |
| 36. | 2005年06月08日 | バンコク         |                                    | 北朝鮮                   | ○2-0       | ジーコ               | ワールドカップ予選         |
| 37. | 2005年06月16日 | ハノーバー       |                                    | メキシコ                 | ●1-2       | ジーコ               | コンフェデレーションカップ |
| 38. | 2005年06月19日 | フランクフルト   |                                    | ギリシャ                 | ○1-0       | ジーコ               | コンフェデレーションカップ |
| 39. | 2005年06月22日 | ケルン           |                                    | ブラジル                 | △2-2       | ジーコ               | コンフェデレーションカップ |
| 40. | 2005年07月31日 | 大田             |                                    | 北朝鮮                   | ●0-1       | ジーコ               | 東アジア選手権             |
| 41. | 2005年08月07日 | 大邱             |                                    | 韓国                     | ○1-0       | ジーコ               | 東アジア選手権             |
| 42. | 2005年08月17日 | 神奈川県         | 横浜国際総合競技場                 | イラン                   | ○2-1       | ジーコ               | ワールドカップ予選         |
| 43. | 2005年09月07日 | 宮城県           | 宮城スタジアム                     | ホンジュラス             | ○5-4       | ジーコ               | キリンチャレンジカップ     |
| 44. | 2006年02月10日 | サンフランシスコ |                                    | アメリカ合衆国           | ●2-3       | ジーコ               | 国際親善試合               |
| 45. | 2006年02月18日 | 静岡県           | 静岡県小笠山総合運動公園スタジアム | フィンランド             | ○2-0       | ジーコ               | キリンチャレンジカップ     |
| 46. | 2006年02月22日 | 神奈川県         | 横浜国際総合競技場                 | インド                   | ○6-0       | ジーコ               | アジアカップ予選           |
| 47. | 2006年02月28日 | ドルトムント     |                                    | ボスニア・ヘルツェゴビナ | △2-2       | ジーコ               | 国際親善試合               |
| 48. | 2006年03月30日 | 大分県           | 大分スポーツ公園総合競技場         | エクアドル               | ○1-0       | ジーコ               | キリンチャレンジカップ     |
| 49. | 2006年05月09日 | 大阪府           | 長居陸上競技場                     | ブルガリア               | ●1-2       | ジーコ               | キリンカップ               |
| 50. | 2006年05月13日 | 埼玉県           | 埼玉スタジアム2002                 | スコットランド           | △0-0       | ジーコ               | キリンカップ               |
| 51. | 2006年06月04日 | デュッセルドルフ |                                    | マルタ                   | ○1-0       | ジーコ               | 国際親善試合               |
| 52. | 2006年06月18日 | ニュルンベルク   |                                    | クロアチア               | △0-0       | ジーコ               | ワールドカップ             |
| 53. | 2006年06月22日 | ドルトムント     |                                    | ブラジル                 | ●1-4       | ジーコ               | ワールドカップ             |
| 54. | 2010年02月02日 | 大分県           | 大分スポーツ公園総合競技場         | ベネズエラ               | △0-0       | 岡田武史             | キリンチャレンジカップ     |
| 55. | 2010年02月11日 | 東京都           | 国立霞ヶ丘競技場陸上競技場         | 香港                     | ○3-0       | 岡田武史             | 東アジア選手権             |

### ゴール
| #  | 開催年月日    | 開催地     | 対戦国                 | 勝敗  | 試合概要                            |
| -- | ------------- | ---------- | ---------------------- | ----- | ----------------------------------- |
| 1. | 2004年2月7日  | 日本       | マレーシア             | ○ 4-0 | キリンチャレンジカップ2004          |
| 2. | 2004年6月9日  | 日本       | インド                 | ○ 7-0 | 2006 FIFAワールドカップ・アジア予選 |
| 3. | 2005年2月2日  | 日本       | シリア                 | ○ 3-0 | キリンチャレンジカップ2005          |
| 4. | 2005年2月9日  | 日本       | 朝鮮民主主義人民共和国 | ○ 2-1 | 2006 FIFAワールドカップ・アジア予選 |
| 5. | 2005年6月3日  | バーレーン | バーレーン             | ○ 1-0 | 2006 FIFAワールドカップ・アジア予選 |
| 6. | 2005年9月7日  | 日本       | ホンジュラス           | ○ 5-4 | キリンチャレンジカップ2005          |
| 7. | 2006年2月18日 | 日本       | フィンランド           | ○ 2-0 | キリンチャレンジカップ2006          |

## タイトル

### クラブ
鹿島アントラーズ
- Jリーグ：7回 (1998年、2000年、2001年、2007年、2008年、2009年、2016年)
- ヤマザキナビスコカップ：5回 (2000年、2002年、2011年、2012年、 2015年)
- 天皇杯全日本サッカー選手権大会：4回 (2000年、2007年、2010年、2016年)
- FUJI XEROX SUPER CUP：5回 (1998年、1999年、2009年、2010年、2017年）
- A3チャンピオンズカップ：1回 (2003年)
- スルガ銀行チャンピオンシップ：2回 (2012年、2013年)
- AFCチャンピオンズリーグ：1回（2018年）

### 代表
- 1999 FIFAワールドユース選手権 準優勝
- AFCアジアカップ2004 優勝

### 個人
- Jリーグ優秀選手賞：8回 (2001年-2005年、2008年-2010年)
- Jリーグベストイレブン：6回 (2001年-2005年、2009年)
- Jリーグ最優秀選手賞：1回 (2009年)
- Jリーグ功労選手賞：1回（2019年）
- J1リーグMYアウォーズ ベストイレブン：1回 (2016年)
- 日本年間最優秀選手賞：1回 (2009年)
- JリーグチャンピオンシップMVP：2回 (2000年、2001年)
- 天皇杯全日本サッカー選手権大会決勝MVP：1回 (2001年)
- ナビスコカップMVP：2回 (2002年, 2015年)
- AFC1月月間最優秀ゴール賞：1回 (2001年1月)
- 全国高等学校サッカー選手権大会優秀選手：1回 (1998年)
- Jリーグ月間MVP:1回（2016年6月）

## 指導歴
- 2023年 - 鹿島アントラーズ
  - 2023年 - 2024年 アカデミー テクニカルアドバイザー
  - 2025年 - アカデミー コーチ兼アカデミーアドバイザー

## 出演

### イメージキャラクター
- 常陽銀行 (2005年 - 2006年)
- 第87回全国高等学校サッカー選手権大会 (2008年)
- 2018/2022年FIFAワールドカップ日本招致アンバサダー (2010年)
- Kappa (2011年 - 2012年)